# JAあぐりタウン げんきの郷

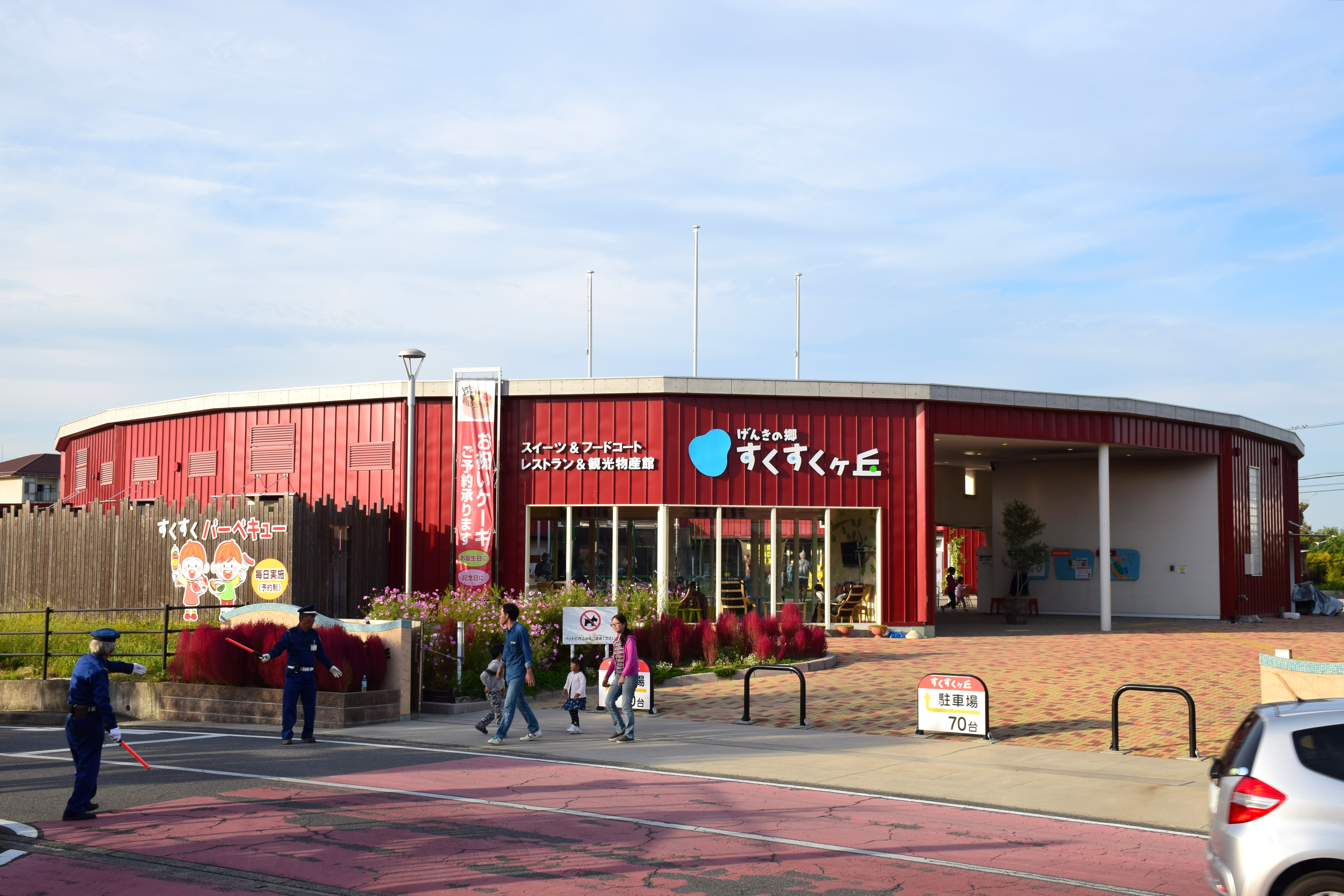
すくすくヶ丘

JAあぐりタウン げんきの郷（ジェイエイあぐりタウン げんきのさと）は、愛知県大府市にある日本最大級の産地直売所である。
あいち知多農業協同組合（JAあいち知多）の子会社である株式会社げんきの郷が運営を行っている。

## 概要
2000年（平成12年）12月23日にオープンした「農」と「食」をテーマとする都市農村交流複合拠点施設。緩やかな丘陵地にあり、施設からは大府市の美しい田園風景を一望することができる。周辺にはあいち健康の森公園や国立長寿医療研究センター、あいち小児保健医療総合センターなどの施設が立地しており、ウェルネスバレーを形成している。
主な施設には、ファーマーズマーケットやレストラン、温泉、農業研修施設などがあり、週末にはイベントも開催されている。年間の集客数は200万人を超え、東海地方だけでなく、全国でも有数の集客スポットとなっている。
開業から10周年を迎えた2010年（平成22年）7月16日には、「できたて館」、「はなまる市」、「めぐみの湯」の改修を終えリニューアルオープンしたほか、2012年（平成24年）3月24日には、新たに「すくすくヶ丘」がオープンした。すくすくヶ丘は子供連れのファミリーで楽しめる空間となっており、小さな子供のための屋外ガーデンスペースや室内キッズスペースなども設けられている。また、2024年（令和6年）7月にもリニューアルが行われ、はなまる市にこれまで別々で営業していた鮮魚（魚太郎）や花の直売所（さんハウス四季）を一体化した。面積も4割拡張され約2,000m2となり、全国のJA系の産直施設としては最大規模となっている。
このほか、体験農園では野菜の収穫体験ができるほか、知多半島産のもち麦や米粉を使ったオリジナル商品の販売も行っている。また、げんきの郷の農産物を積極的に購入・活用している飲食店には「げんきの郷の野菜つかってます」認定店とする認定制度を実施している。

## 施設
- ファーマーズマーケット「はなまる市」
- パン・総菜「できたて館」
- 和食レストラン「だんらん亭」
- 天然温泉「めぐみの湯」
  - 入泉料：700円
  - 泉質：ナトリウム - 塩化物・炭酸水素塩温泉
- 足湯「ちゃぷーん」
  - 料金：100円
- 研修施設「あすなろ舎」
- 知多半島物産館・スイーツ・フードコート「すくすくヶ丘」
- 広場「ふれあい広場」・「いこいの広場」
- その他
  - ATM：JAあいち知多
  - 駐車場：540台

## 利用案内
- 休館日：毎月初めの日（1日）を設備点検修繕のため休業。（なお月初めの日が土・日・祝日の場合は、翌平日が休館日となる。）
- 入場料：無料（ただし、温泉と足湯は別途料金が必要。）
- 営業時間：9:00 - 18:00（一部施設を除く。）

## 所在地
- 愛知県大府市吉田町正右エ門新田1-1

## 交通アクセス
- 知多半島道路「大府東海IC」より約10分。
- JR東海道本線・武豊線「大府駅」より知多バスで約10分。
- 大府市循環バス（ふれあいバス）西コース「げんきの郷」バス停下車。
- 東浦町運行バス（う・ら・ら）B長寿線「げんきの郷」バス停下車。